# Château de Forsac
Le château de Forsac se trouve dans la commune de Benayes en Corrèze. Les premières traces de sa construction remontent au XIIIe siècle. L'architecture du château connaitra des modifications importantes au cours des XVIe siècle et XIXe siècle.

## Description
Le château de Forsac est situé sur le haut d’une colline. Doté d’une architecture des XIIIe siècle, XVIe siècle et XIXe siècle, il se partage en trois étages.
Le parc contient des éléments remarquables comme des platanes dont les plants, d’après la tradition familiale, auraient été donnés par la reine Marie Antoinette à un ancêtre des propriétaires actuels. On peut y voir une cage qui servait au comte de Chérade de Montbron à transporter ses lions au XIXe siècle.

## Historique
Le château de Forsac érigé au XIIIe siècle a subi des transformations au cours des siècles. Il ne reste que deux tours témoins de l’architecture de l’ancien château fort.
Il existait un étang qui avait une surface d'environ 2 hectares. On peut le situer d'après la carte de Cassini et plus précisément d'après les cadastres napoléoniens. Un article de l’Écho du monde savant de 1839 indique que l'étang existait encore à cette date.

### Reconstruction auXVIesiècle
À la suite de deux incendies consécutifs aux guerres de religion, François de la Baume, gouverneur de Bergerac, qui reçut Forsac en épousant Anne de Jougnac en 1560 fit reconstruire le château vers la fin du XVIe siècle. Il existe peu de traces cette première reconstruction. 

### Restauration auXIXesiècle
Le comte Robert de Chérade de Montbron restaura le château en 1880. Il chargea le décorateur russe Jean d'Alheim et sa femme ainsi qu'Adolphe Léon Willette, futur décorateur de l'Hôtel de ville de Paris de décorer de toiles le grand-salon, le petit salon, la salle de billard et la salle à manger.

## Propriétaires successifs
La famille Jougnac de Forsac est la première propriétaire du château. Il passe ensuite dans les mains de la famille De la Baume, puis au vicomte de Parel, avant d'être transmis par succession à la famille de Montbron. 
Anne de Jougnac de Forsac, dernière du nom, épouse en 1560 Francois de la Baume, gouverneur de Bergerac, et lui apporte le château de Forsac. Le château est assiégé et brûlé par le vicomte de Pompadour car les La Baume sont alors protestants[réf. nécessaire]. 

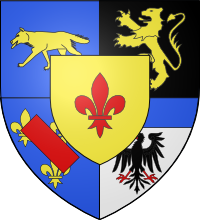
Blason La Baume-Forsac

 Le fils de François de la Baume et Anne de Jougnac, prend le nom de La Baume-Forsac et se convertit au catholicisme. Il deviendra lieutenant du vicomte de Pompadour.[réf. nécessaire]
En 1778, Forsac est vendu par les héritières de la famille de La Baume-Forsac, la marquise de Loucheboeuf et la comtesse de Saint-Astiers à la famille de Beaupoil de Saint-Aulaire qui n'y reste que 6 ans et le revend en 1784 à Joseph de Parel d'Espeyrut de la Chatonie, député à la Chambre introuvable qui y décédera en 1843.
En 1803, sa fille Aurore de Parel d'Espeyrut épouse Bernard Auguste du Burguet de Chauffaille. Leur fille, Lucie du Burguet de Chauffaille, épouse en 1830 Théodore-Auguste de Chérade, comte de Montbron, et reçoit le château de Forsac lors du décès du vicomte de Parel en 1843. Elle le transmet vers 1880 à son fils Robert de Chérade comte de Montbron.
Depuis 1880, le château de Forsac est resté dans la famille de Chérade de Montbron.

## Personnalités liées au château de Forsac
- Cosme de Beaupoil comte de Saint-Aulaire (1741-1822), lieutenant général, maréchal de camp, commandant de l'escadron des gardes du corps de Louis XVI, Grand Croix de l'Ordre de Saint-Louis, admis aux honneurs de la Cour en 1781[10].
- Jean-Joseph Parel Despeyrut de La Chatonie (1755-1841), vicomte de Parel, capitaine du corps royal d'artillerie, chevalier de l'Ordre de Saint-Lazare de Jérusalem, député[11]. Il fut l'un des officiers instructeurs de Napoléon Bonaparte à Brienne[12]
- Robert de Chérade comte de Montbron (1844-1919) restaurateur du château de Forsac à partir de 1880. Il est également connu pour avoir importé les setters écossais en France dans son chenil de Forsac[13].
- Xavier de Chérade de Montbron (1916-1955), commandant de l'armée de l'air, chevalier de la Légion d'honneur, compagnon de la Libération, décoré de la Croix de Guerre 1939-1945 (2 citations), de la médaille de l'Aéronautique, de la médaille Commémorative 1939-1945 (agrafes "France", "Grande-Bretagne", "Allemagne" et "Libération"), de la 1939-1945 Star (agrafe "Battle of Britain"), de l'Air Crex Europe Star et de la War Medal Né à Forsac, il fut un héros de la Seconde Guerre mondiale, notamment en Grande-Bretagne où il était chef de patrouille au 64 Squadron de la Royal Air Force lors de la bataille d'Angleterre.
- Adolphe Léon Willette (1857-1926), peintre, décorateur de l'Hôtel de ville de Paris. Il effectue plusieurs voyages à Forsac où avec le décorateur russe d’Alheim et sa femme où ils furent chargés de décorer de toiles le grand-salon, le petit salon, la salle de billard et la salle à manger. Il consacre un chapitre à séjour au château de Forsac dans son autobiographie[6].